# Eurytetranychus admes
Eurytetranychus admes är en spindeldjursart som beskrevs av Pritchard och Baker 1955. Eurytetranychus admes ingår i släktet Eurytetranychus och familjen Tetranychidae. Inga underarter finns listade i Catalogue of Life.